# Il dio del deserto
Il Dio del Deserto (Desert God) è un romanzo d'avventura di Wilbur Smith che fa parte del ciclo dei "romanzi egizi". Nella serie viene romanzata la storia di una dinastia di faraoni del Nuovo Regno, raccontata in prima persona dall'ex schiavo Taita. Pur essendo il quinto libro scritto, riprende la trama dopo gli eventi de Il dio del fiume.

## Trama
Sono passati pochi anni dagli avvenimenti de Il dio del fiume. Il Faraone Tamose è riuscito a prendere Tebe, nell'Alto Egitto, e continua ad affrontare gli spietati Hyksos nel tentativo di espellerli dall'Egitto, aiutato dal brillante eunuco Taita. Quest'ultimo ode però che questi hanno firmato un trattato segreto con i Minei di Creta, che stanno mandando grandi quantità d'argento a una fortezza da loro costruita in territorio hyksos per espandere il loro impero marittimo. Con l'aiuto del giovane capitano Zaras, Taita riesce a rubare il tesoro minoico e a lasciare prove che l'abbiano invece rubato gli hyksos, rompendo il trattato e arricchendo il Faraone in un colpo solo.
Tamose intende dunque usare il tesoro per farsi degli alleati nelle terre vicine, e i suoi bersagli sono Nimrod, il potente ma indebitato re di Babilonia, e Minosse, re dei Minei; ma mentre il primo accetta senza condizioni, l'altro chiede che gli siano date in mogli le sorelle Tehuti e Bakhata. Oltre che a queste ultime, alla spedizione capitanata ovviamente da Taita si unirà Zaras, con cui Tehuti proverà un sentimento amore reciproco. Dato che la strada più diretta verso Creta richiederebbe attraversare il Basso Egitto, ora terra degli hyksos, la spedizione opta invece di attraversare il Mar Rosso e i deserti dell'Arabia, per sostare a Babilonia. Giunti lì dopo varie peripezie, trovano che il potente e nobile re Nimrod è ora sovrano di un regno impoverito a causa del malgoverno del padre, che ha voluto costruire un immenso palazzo in onore della dea Ishtar che sarebbe discesa in terra. Taita usa parte del tesoro per ristabilire economicamente in parte il regno e al contempo costruirsi una piccola flotta di navi per salpare a Creta.
Segue dunque un altro pericoloso viaggio attraverso il Mediterraneo, alla fine del quale i quattro giungono a Cnosso, dove incontrano Minosse, una sorta di gigante che indossa sempre una maschera da toro. Questi sposa dunque le due principesse, come da accordi, le quali vengono però sequestrate nel suo palazzo. Seppur dispiaciuto al pensiero che non le rivedrà mai più, Taita si consola col fatto di essersi assicurato una triplice alleanza, e riprende le sue operazioni contro gli hyksos insieme a Zaras e ai loro alleati minoici e babilonesi. Un giorno, però, una schiava minoica divenuta una servitrice delle due principesse li raggiunge e li avverte che queste ultime, come le altre donne dell'harem reale, non hanno rivisto il Supremo Minosse da quando si sono sposate con loro; inoltre, a seguito di un violento terremoto, alcune mogli reali sono state portate nel grande tempio del re, e da allora non si hanno mai avuto più notizie su di loro. Poco dopo, durante un'altra incursione vittoriosa contro gli hyksos, Taita riceve una visione di Inanna, che lo avverte che le principesse sono in pericolo: a conferma di ciò, quando Taita e Zaras affrontano un secondo viaggio verso Creta, stavolta ostacolati dal maltempo, viene fuori che i vulcani dell'isola stanno eruttando. Durante la tempestiva ricerca di Tehuti e Bakhata, i due scoprono che questa è l'ira del dio Crono, per placare il quale sono necessari dei sacrifici; le stesse principesse sono state scelte come prossimi sacrifici, e a ucciderle sarà un mostruoso toro che rappresenta il dio stesso. Taita e Zaras arrivano in tempo, e Tehuti riesce a uccidere il toro con una spada lanciatale da Taita; segue un tremendo terremoto che segna la fine dell'impero minoico, e oltre ai quattro eroi sopravvive anche Minosse, che però viene ucciso alle spalle da una freccia scoccata da Taita.
Tehuti e Bakhata rifiutano di tornare in Egitto con Taita, dichiarando che il Faraone le darebbe di nuovo in mogli a un altro re, e quindi si trasferiscono in un'isola del mar Egeo in compagnia di Zaras e Hui (quest'ultimo innamoratosi di Bakhata), lasciando che Taita riferisca al Faraone che sono tutti morti nella distruzione di Cnosso. L'Egitto è dunque ignaro che (come si vedrà ne L'ultimo faraone) Tehuti e Zaras (divenuto Hutoras, re di Lacedemone) si sposeranno e dalla loro unione nascerà Serrena, mentre da Hui e Bakhata nasceranno quattro figli maschi, ossia Huisson, Sostratus, Palmys e Leo.

## Personaggi
- Taita: il protagonista della serie, e fedele eunuco e consigliere del Faraone.
- Memnone: figlio di Lostris e Tanus, e Faraone d'Egitto sotto nome di Tamose, è però creduto da tutti (fuorché Taita) il figlio del Faraone Mamose.
- Tehuti: primogenita femmina di Lostris e Tanus, anche ella presunta figlia del Faraone Mamose.
- Bakhata: secondogenita femmina di Lostris e Tanus, anche ella presunta figlia del Faraone Mamose.
- Zaras: capitano della divisione del Coccodrillo Azzurro delle Guardie Reali, e amante corrisposto di Tehuti.

## Edizioni
- Wilbur Smith, Il dio del deserto, collana La Gaja scienza, traduzione di Sara Caraffini, Longanesi, 3 novembre 2014,  p. 512, ISBN 978-88-304-3872-9.

- Wilbur Smith, Il dio del deserto, collana La Gaja scienza, traduzione di Sara Caraffini, Longanesi, 28 agosto 2015,  p. 491, ISBN 978-88-304-4294-8.

- Wilbur Smith, Il dio del deserto, collana I grandi della TEA, traduzione di Sara Caraffini, tascabile, TEA, 4 maggio 2017,  p. 491, ISBN 978-88-502-4609-0.

- Wilbur Smith, Il dio del deserto, collana Bestseller, traduzione di Sara Caraffini, tascabile, Superpocket, 5 luglio 2018,  p. 491, ISBN 978-88-698-0045-0.

- Wilbur Smith, Il dio del deserto, traduzione di Sara Caraffini, tascabile, TEA, 25 marzo 2021,  p. 496, ISBN 978-88-502-5970-0.